# Gare d'Auneau
Ne doit pas être confondu avec Gare d'Auneau-Ville.
La gare d'Auneau (anciennement Auneau-Embranchement) est une gare ferroviaire française de la ligne de Brétigny à La Membrolle-sur-Choisille, située sur le territoire de la commune de Roinville, à proximité d'Auneau-Bleury-Saint-Symphorien, dans le département d'Eure-et-Loir, en région Centre-Val de Loire.
C'est une gare de la Société nationale des chemins de fer français (SNCF) desservie par les trains du réseau TER Centre-Val de Loire.

## Situation ferroviaire
Établie à 151 mètres d'altitude, la gare d'Auneau est située au point kilométrique (PK) 76,503 de la ligne de Brétigny à La Membrolle-sur-Choisille entre les gares de Voves et de Dourdan, au PK 88,8 de la ligne d'Étampes à Auneau-Embranchement (déclassée) et au PK 22,3 de la ligne de Beaulieu-le-Coudray à Auneau-Embranchement déclassée elle aussi.

## Histoire

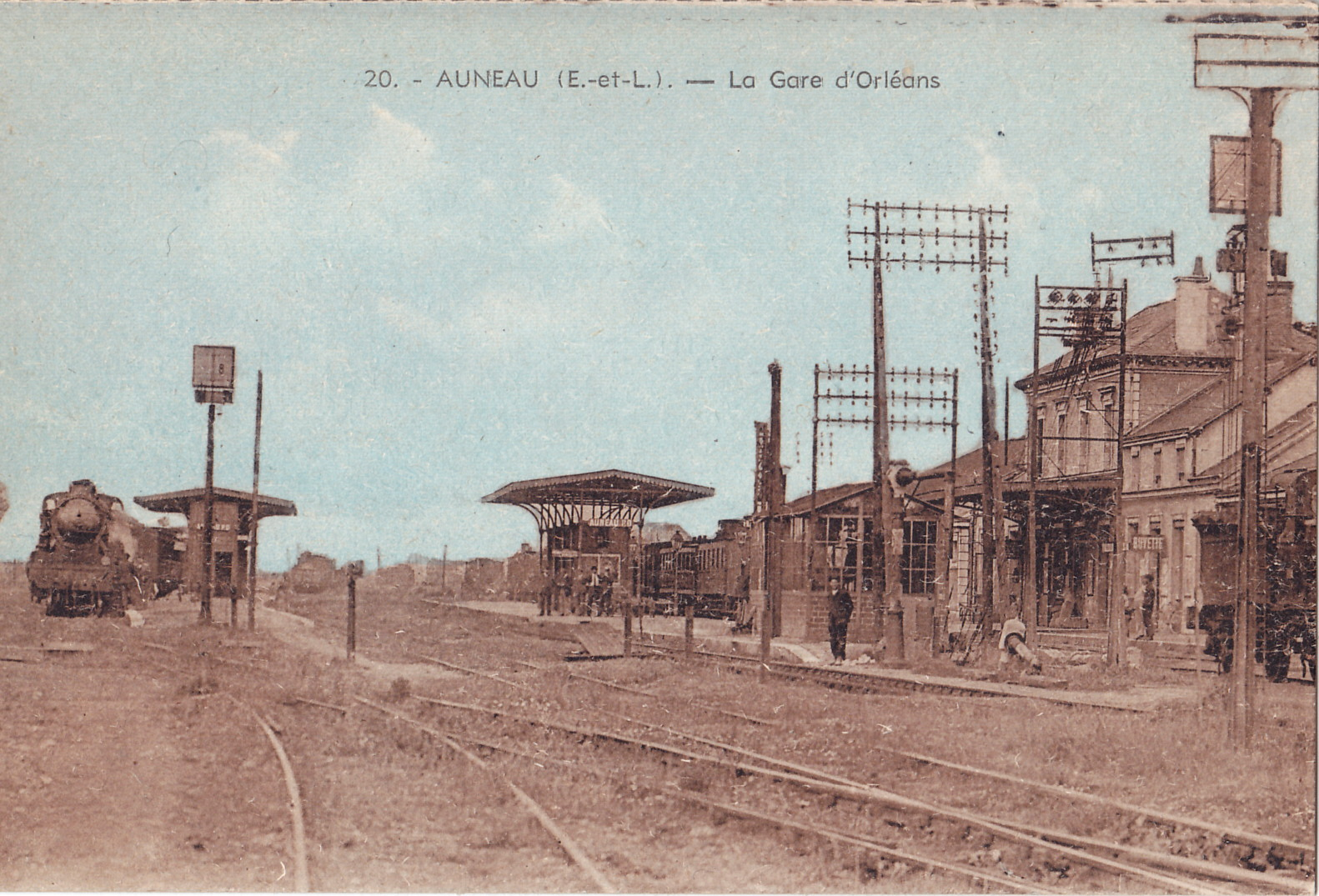
La gare au début du XX.

## Fréquentation
De 2015 à 2023, selon les estimations de la SNCF, la fréquentation annuelle de la gare s'élève aux nombres indiqués dans le tableau ci-dessous.
| Année     | 2015   | 2016   | 2017   | 2018   | 2019   | 2020   | 2021   | 2022   | 2023   |
| --------- | ------ | ------ | ------ | ------ | ------ | ------ | ------ | ------ | ------ |
| Voyageurs | 32 939 | 33 197 | 31 784 | 30 121 | 30 190 | 16 876 | 21 915 | 26 607 | 24 940 |

## Service des voyageurs

### Accueil
Elle est équipée d'un système d'information sur les horaires des trains en temps réel, dans la gare et sur les quais. Des automates pour l'achat de titres de transport TER Centre-Val de Loire (Rémi) sont également disponibles.
La desserte voyageurs se fait généralement sur le quai central (voie 1). Un passage planchéié permet la traversée des voies pour passer d'un quai à l'autre.

### Desserte
- TER Centre-Val de Loire
  - Liaison Paris-Austerlitz - Vendôme via Voves et Châteaudun.

### Intermodalité
La gare est desservie par la ligne 7811 du réseau de bus Centre et Sud Yvelines et par la ligne 15 de Rémi 28.

Galerie de photos
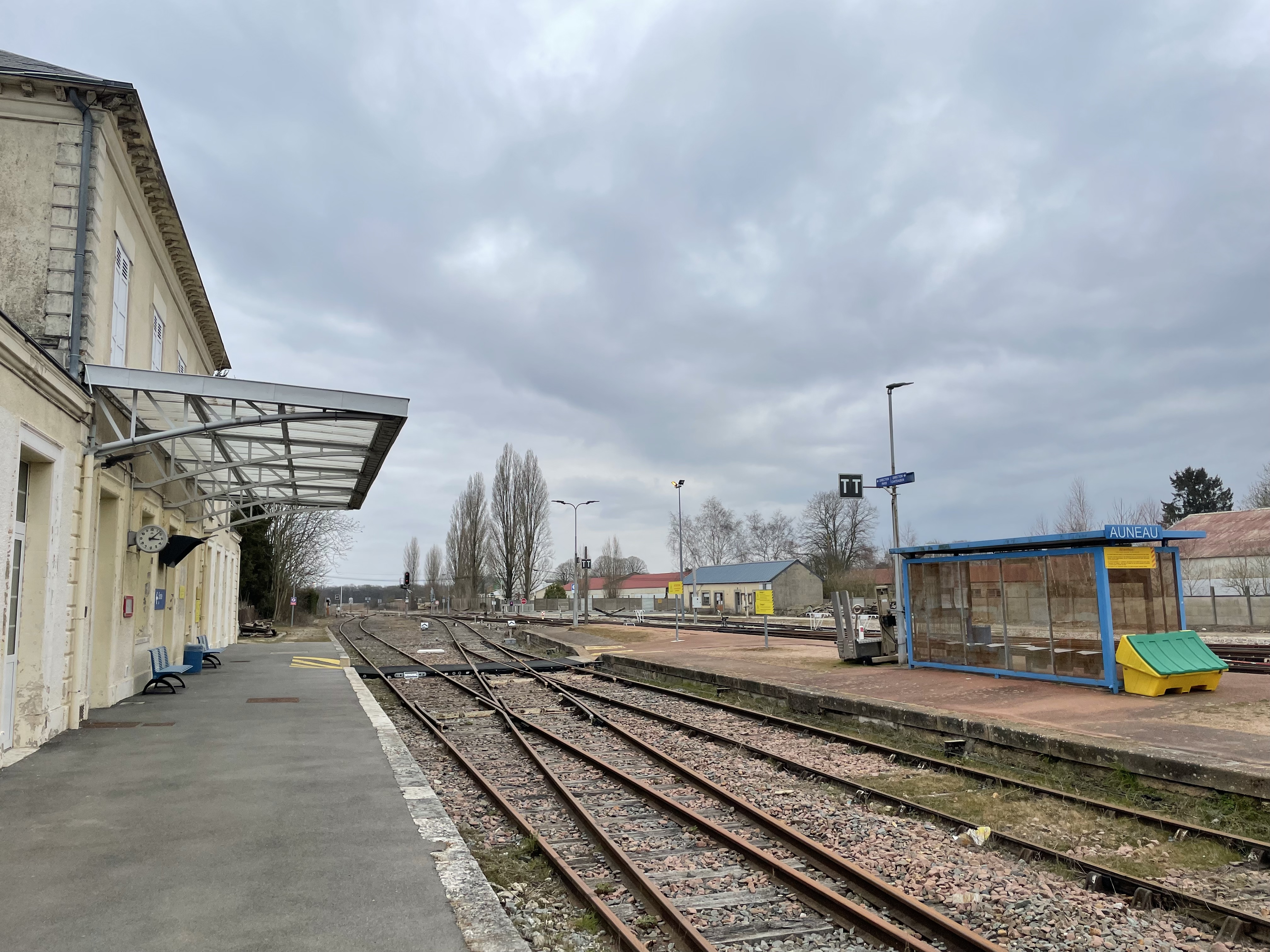
Bâtiment voyageurs et quais côté Brétigny.
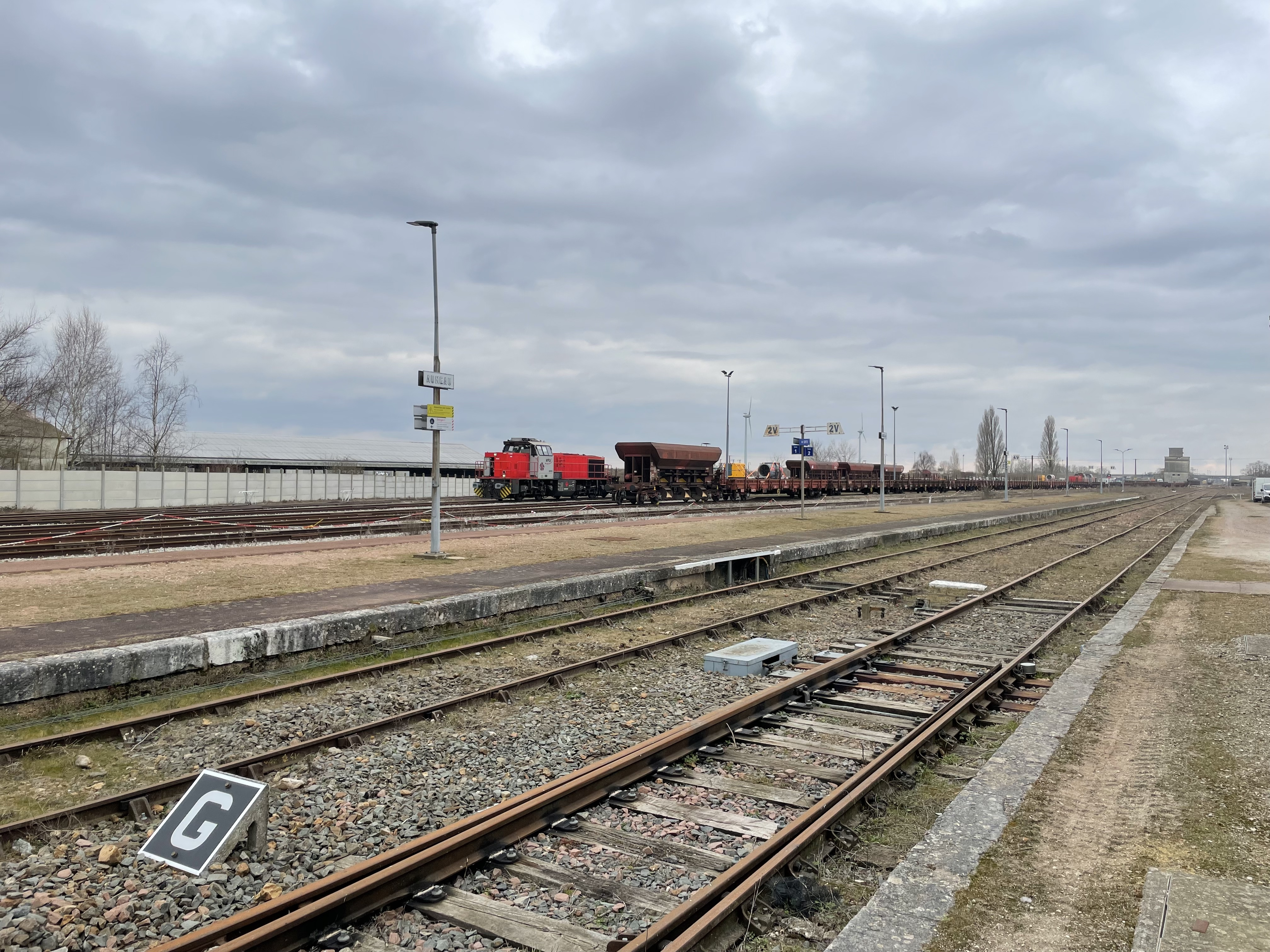
Les quais côté La Membrolle-sur-Choisille. Au fond, la base LGV.

## Service des marchandises
Cette gare est ouverte au service du fret (train massif seulement).